# 西水驿碑
西水驿碑全称嘉兴路重建水驿记，位于中国浙江省嘉兴市南湖区建设街道斜西街环城西路路口、运河畔的西驿亭内，为元惠宗至元五年（1339）重建嘉兴路水驿时所立碑记（方志中未见著录），青石质，高2.2米，宽1.1米，厚0.29米，阴刻楷书21行共约770字。嘉兴路水驿置于元世祖至元十七年（1280），位于嘉兴城西门通越门外西丽坊，紧靠三塔塘，明初称西水驿，清末圮毁。该碑发现于1998年11月，原位于三塔路城南公园斜对面、西丽桥东堍的一处房屋中，次年建碑亭保护。